# 18S рРНК
18S рРНК (або 18S рибосомна РНК) — один з ланцюгів рибосомної РНК. 18S в назві означає одиниці Сведберга. 18S рРНК — це один з компонентів малої еукаріотичної рибосомної субодиниці (40S). 18S рРНК — це структурна РНК еукаріотичних цитоплазматичних рибосом, отже і один з основних компонентів еукаріотичних клітин.
Вона є еукаріотичним гомологом прокаріотичної та мітохондріальної 16S рРНК.
Гени, що кодують 18S рРНК, позаначаються 18S rDNA. Секвенування цих генів часто використовується для визначення еволюційного співвідношення біологічних видів, особливо представників хребетних, оскільки низька частота мутацій в цих генах робить їх зручними для реконструкції можливих спільних предків та точок розходження.

## Використання в філогенетиці
Гени малої субодиниці 18S рРНК є одними з найбільш часто аналізованими в філогенетичних дослідженнях та ПЛР з випадковими цілями (random target PCR) в дослідженнях видового різноманіття. Секвенування рРНК генів є дуже простим і надійним через висококонсервативні крайні послідовності, які дозволяють використання універсальних праймерів. Висока кількість копій на геном дає достатню кількість ДНК-темплату для ПЦР навіть з наймаліших організмів. Ген 18S з рибосомного функціонального кластеру є мішенню еволюційного тиску у всіх живих істотах. Тому, коли перші широкомасштабні філогенетичні дослідження засновані на аналізі 18S послідовностей були опубліковані — в першу чергу філогенетика тварин в 1988 році — ген розглядався як основний кандидат для відтворення еволюції тварин. 
Протягом пізніх 2000х, коли все більше і більше таксонів включались в філогенетичний аналіз, виникли дві проблеми. Перше, це складнощі із секвенуванням 18S генів окремих таксонів, таких як молюски Solenogastres та Tryblidia, або ракоподібні Remipedia. Друге, незважаючи на сподівання, аналіз 18S не може відтворити всі вузли на всіх таксономічних рівнях, а його ефективність варіюється залежно від клади. Це може бути наслідком сильних але короткотермінових радіоактивних опромінень в минулому. Мультигенний аналіз можливо дасть більш повну картину ранніх розходжень в філогенетиці тварин, хоча 18S й досі інтенсивно використовується в філогенетичному аналізі.